# Curentul Antilelor

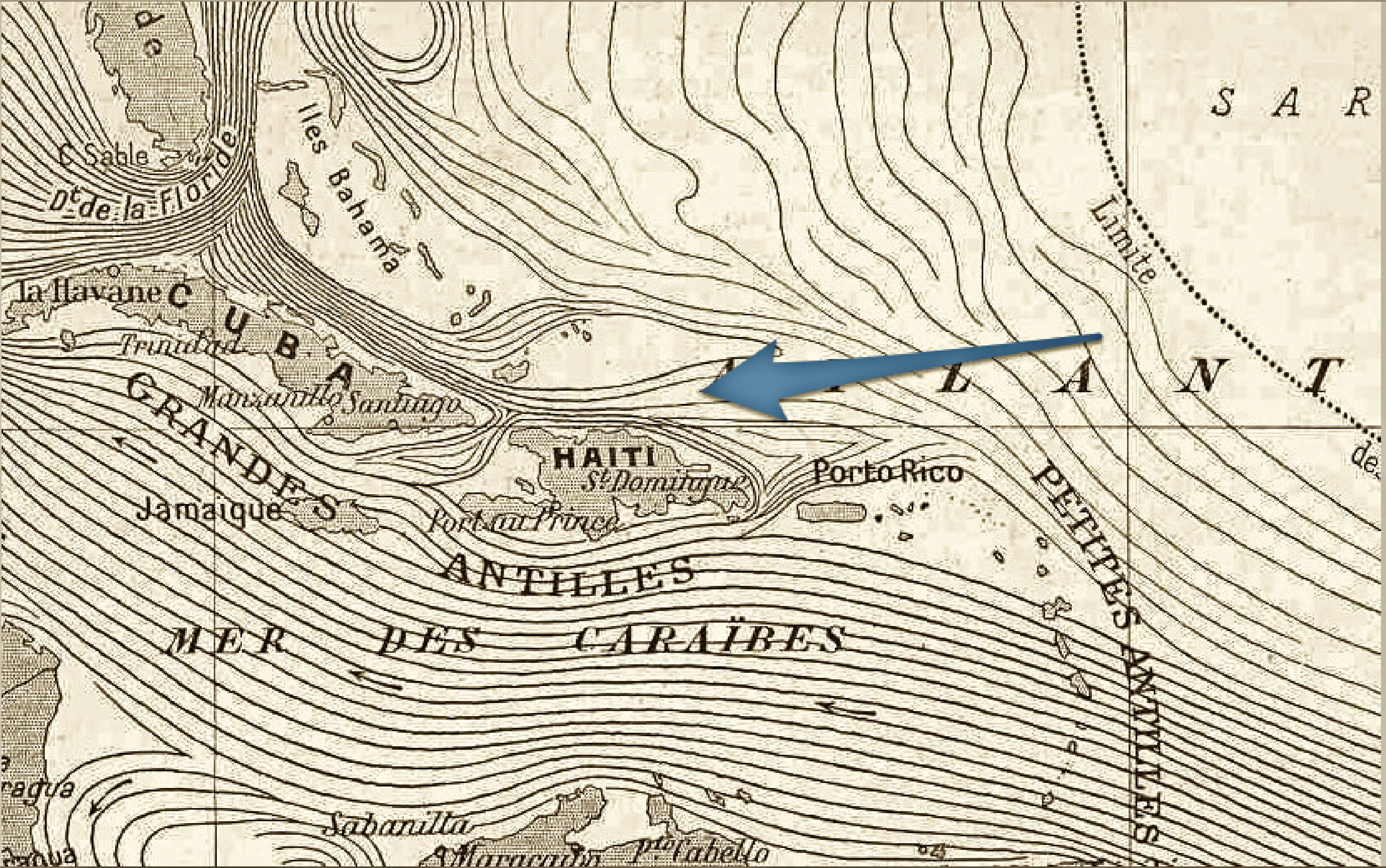
Curentul Antilelor, un braț al vortexului Atlanticului de Nord

Curentul Antilelor este un curent oceanic de suprafață foarte variabil de apă caldă care curge spre nord-est dincolo de lanțul insular care separă Marea Caraibilor de Oceanul Atlantic. Curentul rezultă din curgerea curentului Atlantic Nord Ecuatorial. Acest curent completează ciclul sau convecția în sensul acelor de ceasornic (Vortexul) care se află în Oceanul Atlantic. Se întinde la nord de Puerto Rico, Hispaniola și Cuba, dar la sud de Bahamas, facilitând comunicarea maritimă de peste Atlantic în coastele nordice ale acestor insule și făcând legătura cu Gulf Stream la intersecția strâmtorii Florida. Din cauza ritmului său non-dominant și a apelor bogate în nutrienți, pescarii din Insulele Caraibe îl folosesc pentru a pescui. Se mișcă aproape paralel cu bogăția de nutrienți a Curentului Caraibelor⁠(<span title="Curentul Caraibelor|Curentului Caraibelor la Wikidata">d) care curge la sud de Puerto Rico și Cuba și peste Columbia și Venezuela.